# Eupithecia concremata
Eupithecia concremata es una especie de polilla de la familia Geometridae. La especie fue descrita por primera vez por Karl Dietze habiendo sido descrita en 1904, con distribución en Asia. Un sintipo fue descrito en Asia Central.
Es una polilla pequeña con una envergadura de unos 18 milímetros (0,7 plg). Es de color gris oscuro con pocas marcas en sus alas. Su ala anteriro es blanquecina con una línea marginal negra y de ancha.